# Sheela Lambert
 (mai 2022).
La mise en forme du texte ne suit pas les recommandations de Wikipédia : il faut le « wikifier ».
Les points d'amélioration suivants sont les cas les plus fréquents. Le détail des points à revoir est peut-être précisé sur la page de discussion.
- Les titres sont pré-formatés par le logiciel. Ils ne sont ni en capitales, ni en gras.
- Le texte ne doit pas être écrit en capitales (les noms de famille non plus), ni en gras, ni en italique, ni en « petit »…
- Le gras n'est utilisé que pour surligner le titre de l'article dans l'introduction, une seule fois.
- L'italique est rarement utilisé : mots en langue étrangère, titres d'œuvres, noms de bateaux, etc.
- Les citations ne sont pas en italique mais en corps de texte normal. Elles sont entourées par des guillemets français : « et ».
- Les listes à puces sont à éviter, des paragraphes rédigés étant largement préférés. Les tableaux sont à réserver à la présentation de données structurées (résultats, etc.).
- Les appels de note de bas de page (petits chiffres en exposant, introduits par l'outil «  Source ») sont à placer entre la fin de phrase et le point final[comme ça].
- Les liens internes (vers d'autres articles de Wikipédia) sont à choisir avec parcimonie. Créez des liens vers des articles approfondissant le sujet. Les termes génériques sans rapport avec le sujet sont à éviter, ainsi que les répétitions de liens vers un même terme.
- Les liens externes sont à placer uniquement dans une section « Liens externes », à la fin de l'article. Ces liens sont à choisir avec parcimonie suivant les règles définies. Si un lien sert de source à l'article, son insertion dans le texte est à faire par les notes de bas de page.
- La présentation des références doit suivre les conventions bibliographiques. Il est recommandé d'utiliser les modèles {{Ouvrage}}, {{Chapitre}}, {{Article}}, {{Lien web}} et/ou {{Bibliographie}}. Le mode d'édition visuel peut mettre en forme automatiquement les références.
- Insérer une infobox (cadre d'informations à droite) n'est pas obligatoire pour parachever la mise en page.

Pour une aide détaillée, merci de consulter Aide:Wikification.
Si vous pensez que ces points ont été résolus, vous pouvez retirer ce bandeau et améliorer la mise en forme d'un autre article.
Sheela Lambert (née en 1956 à New York) est une militante et écrivaine bisexuelle américaine.
Elle est la fondatrice/directrice des Bisexual Book Awards et de la Bi Writers Association. Elle a été cofondatrice de Bi Women of All Colors et a été active dans un certain nombre de groupes de défense des droits des bisexuels, dont BiNet USA. Elle est ouvertement bisexuelle et a écrit sur la bisexualité et les questions de culture populaire et de divertissement LGBT dans sa chronique nationale bisexuelle pour Examiner.com pendant sept ans (2009 à 2016), ainsi que des articles pour The Huffington Post, The Advocate, AfterEllen et AfterElton, Bi Magazine, Lambda Literary Foundation et America Today LGBTQ Encyclopedia et édition pour des efforts tels que Biwriters.org. Elle donne des cours et des conférences de sensibilisation sur les questions de bisexualité dans les universités, les lycées et les formations continues.

## Éducation
Sheela Lambert a travaillé comme conseillère VIH à New York et dans l'État de New York.
Elle est également apparue dans diverses émissions de télévision sur le thème de la bisexualité, notamment Real Personal With Bob Berkowitz (CNBC), The Rolonda Show (syndiqué) et The Richard Bey Show (WWOR-TV). De plus, Sheela Lambert a été citée dans d'autres médias - notamment The Washington Blade, The New York Blade et Time Out New York - sur des questions liées à la bisexualité.[réf. nécessaire]

## Le travail de Lambert pour les droits des bisexuels

### Années 1990
Lambert a aidé à produire « Gay Men, Lesbians, Bisexuals, Sharing Our Lives: A Forum on Bisexuality », un forum tenu en mai 1992. Le forum était coparrainé par le Lesbian and Gay Community Services Center (maintenant devenu le Lesbian, Gay, Bisexual and Transgender Community Services Center), le New York Area Bisexual Network et le BiPAC.[réf. nécessaire]
Au cours de la saison télévisée 1992-1993, Sheela Lambert a été la correspondante à l'antenne et la productrice de Out in the 90s, une émission d'information et d'information en direct sur les chaînes de télévision câblées éducatives et d'accès gouvernemental (PEG) de la ville de New York à destination des gays, des lesbiennes, de la communauté bisexuelle et transgenre. En 1993, Lambert était la productrice exécutive et animatrice de Bisexual Network, la première série télévisée par et pour la communauté bisexuelle. La série a été diffusée sur la télévision d'accès public de la ville de New York.
En 1996, Lambert a rejoint Heritage of Pride, dans lequel elle a été une organisatrice active de la March des fiertés LGBT pendant deux ans pour promouvoir l'agenda bi-inclusif en tant que membre. En 2002, Heritage of Pride a renommé les événements de la Marche des fiertés lesbiennes et gays de la ville de New York en « Marche, rallye, festival et danse de la Fierté lesbienne, gay, bisexuelle et transgenre. »

### Années 2000
Avec l'activiste transgenre Pauline Park, Sheela Lambert a formé la Coalition pour l'unité et l'inclusion en 2000. La Coalition a été le groupe chef de file qui a fait pression sur diverses institutions liées aux LGBT de New York pour qu'elles adoptent des noms plus inclusifs, y compris le Centre communautaire des lesbiennes, gays, bisexuels et transgenres de la ville de New York (anciennement le NYC Lesbian and Gay Community Services Center) et le New York Lesbian, Gay, Bisexual, &amp; Transgender Film Festival (anciennement New York Lesbian and Gay Film Festival).
En 2000, elle a coprésidé Community, Unity, Inclusion: The 4th Tri-State Bisexual Conference, tenue à l'Université de New York et a été coparrainée par le Bureau des services aux étudiants LGBT de NYU.[réf. nécessaire] En 2005, en réponse à la désinformation diffusée par l'étude Bailey, contestée sur le plan académique, Sheela Lambert a travaillé en tant que membre principal d'un groupe de travail conjoint Gay and Lesbian Alliance Against Defamation (GLAAD) avec Bialogue qui a commencé à créer des dossiers d'informations très fournis pour documenter des faits sur la bisexualité, dissiper les mythes et les stéréotypes et éduquer le public sur les problèmes auxquels les bisexuels sont confrontés, ainsi que fournit des lignes directrices pour divers professionnels.[réf. nécessaire] En 2006, Lambert a fondé les groupes nationaux Bi Writers Association, Bi Mental Health Professionals Association et a cofondé le groupe new-yorkais Bi Women of All Colours.[réf. nécessaire] En 2006, elle a mené avec succès la campagne pour convaincre la Lambda Literary Foundation d'ajouter une catégorie de prix bisexuels à ses prix littéraires, connus sous le nom de "Lammys", qui n'avaient pas de catégorie de livres bisexuels pendant ses 18 premières années d'existence.[réf. nécessaire] Elle a exercé les fonctions de juge pour les Lammy Awards depuis.[réf. nécessaire] Elle a également fondé la série de lecture Bi Lines, une célébration annuelle multi-arts de l'écriture bisexuelle.[réf. nécessaire]
En 2007, Sheela Lambert a organisé deux événements bi majeurs, dont Bi Lines: Une célébration de l'écriture bisexuelle dans la lecture, la musique et la culture, qui s'est tenu conjointement avec les 19e événements annuels des Lambda Literary Awards.
Elle a commencé une chronique sur la bisexualité sur Examiner.com en juillet 2009 et a publié plus de 275 articles.[réf. nécessaire]

### Années 2010
Son premier livre, Best Bi Short Stories, une anthologie de nouvelles de fiction littéraire, écrites dans de multiples genres (dont elle est l'éditrice, ainsi que la contributrice de l'histoire "Memory Lane") a été publié en 2014.